# Condado de Rock Island
O Condado de Rock Island é um dos 102 condados do Estado americano de Illinois. A sede do condado é Rock Island, e sua maior cidade é Rock Island. O condado possui uma área de 1 168 km² (dos quais 63 km² estão cobertos por água), uma população de 149 374 habitantes, e uma densidade populacional de 135 hab/km² (segundo o censo nacional de 2000). O condado foi fundado em 9 de fevereiro de 1831.